# Бонд с кнопкой (группа)
«Бонд с кнопкой» — российская инди-фолк-группа, основанная в 2017 году в городе Нефтекамск республики Башкортостан. Основатель, вокалист, автор песен и лидер коллектива — Илья Золотухин. Коллектив использует сложные инструментальные аранжировки с участием виолончели, рояля, саксофона и хора. Песни исполняются на русском языке, отличительными чертами в них являются фольклорные элементы, бытовая образность, ностальгичность в характерной экспрессивной подаче.

## История
Коллектив создан в 2017 году в городе Нефтекамск, но позже основатель группы, Илья Золотухин, переехал в Москву в связи с поступлением во МГИК на специальность «литературный работник, переводчик художественной литературы». После переезда был собран новый состав музыкантов. Название «Бонд с кнопкой» отсылает к распространённому в тот период интернет-мему, посвящённому линейке табачной продукции бренда Bond, популярной среди молодёжи. Прежде чем группа добилась коммерческих успехов и обеспечила себе регулярную концертную деятельность, Илья Золотухин, не прерывая музыкальной карьеры, работал гробовщиком, «вахтовиком» на Таймыре.
Первый официальный альбом коллектива под названием «Говорить» вышел в 2020 году, в том же году выпущен альбом «Провинциальная опера без сюжета», записанный в коллаборации с другими музыкантами. Третий альбом коллектива, «Путешествие», назван российским журналом «Сноб» одним из прорывов 2023 года. Илья Золотухин охарактеризовал этот релиз как наиболее удачный для возглавляемой им группы.
Вышедший в 2024 году мини-альбом «Праздник» получил в большей степени фолк-роковое звучание, чем предыдущие релизы, тяготевшие к стандартам инди-рока. В текстах песен также были ярче проявлены религиозные и фольклорные мотивы. В том же году состоялись релизы синглов «Свои» и «Камушки», коллектив принял участие в телепередаче «Квартирник у Маргулиса».
«Я помню, что сидел в Симановском монастыре, в каком-то углу, ждал какую-то даму, там ходили в разные стороны немые бабули в платках и жестами друг на друга кричали, хлопая периодически в ладоши, от храмовых стен эхо безумное. Так появилось вступление», — Илья Золотухин о процессе создания песни «Камушки».
В 2025 году была выпущена песня «Кухни», ставшая вирусной в социальной сети TikTok. Популярный рэп-исполнитель Баста положительно отозвался о «Кухнях» на шоу «Зацени мне трек», выделив качество исполнения в живых выступлениях, а вскоре композиция заняла лидирующие позиции в чартах. За этот год «Бонд с кнопкой» приняли участие в ряде крупных фестивалей, включая «Летник» и «Дикая Мята», организовали гастрольный тур по городам России.

## Музыкальный стиль
Музыка и тексты коллектива отличаются сочетанием «бытовой образности, надрывной интонацией и фольклорным вайбом». Вокал Ильи Золотухина в ряде композиций поддерживается хоровыми партиями, в записях и живых выступлениях используются сложные аранжировки с участием рояля, виолончели и саксофона. В публикации журнала «Сноб» отмечается определяющая роль «хриплого, брутального и харизматичного» голоса Ильи Золотухина в формировании общего ощущения от композиций «Бонд с кнопкой». Вживую коллектив проводит как стадионные выступления, так и камерные акустические концерты. При записи альбомов используются экспериментальные подходы: например, песня «Камушки» записана единовременно на один микрофон, что, по словам участников, способствовало сплочению группы, а в альбомной версии композиции «Кухни» использована концертная запись партии ударных, сыгранная без метронома.
«Она (песня «Кухни») прямолинейна, снабжена безотказным хуком, несколько манипулятивна, как и всякая успешная поп-музыка», — музыкальный журналист Дмитрий Ханчин.
В текстах группы сочетаются ностальгичность, фольклорно-религиозные мотивы, отсылающие к народному христианству, с приземлёнными бытовыми образами, а также использование народных поговорок, просторечий, архаизмов («молоко на губах обсохло») с экспрессивностью и энергичной подачей. В публикации «Афиша Daily» группа «Бонд с кнопкой» отнесена к волне «новых добрых»: исполнителей доступной для широкой аудитории музыки, конкурирующей с поп-сценой, с преимущественно оптимистичными настроениями в текстах, отсутствием эпатажа в образе и манере поведения на сцене и вне её.

## Награды и места в чартах
В 2024 году «Бонд с кнопкой» стали номинантами, а в 2025 году обладателями премии «Чартова дюжина», организуемой радиостанцией «Наше Радио», в номинации «Взлом». Песня «Кухни» на протяжении нескольких недель подряд занимала первые строчки в чартах Яндекса, ВКонтакте, Apple Music, Shazam
«Впервые за долгое время хит-парад возглавил независимый артист, у которого нет продюсеров, спонсоров и других людей, которые могли бы повлиять на его творчество», — отмечает Дарья Дерюгина, продюсер, музыкант и креативный директор фестиваля Motherland.

## Состав
- Илья Золотухин — вокал, фронтмен;
- Никита Горелкин — гитара;
- Екатерина Нечаева — контрабас;
- Софья Беляева — клавишные;
- Дамир Мухамеджанов — ударные;
- Наталья Цуканова — бэк-вокал[2].

## Дискография

### Альбомы
2020 — «Говорить»
2020 — «Провинциальная опера без сюжета» (мини-альбом)
2023 — «Путешествие»
2024 — «Праздник» (мини-альбом)

### Синглы
2018 — «Газ»
2020 — «Гротеск»
2020 — «Истома»
2020 — «Жечь»
2025 — «Камушки»
2025 — «Свои»
2025 — «Кухни»
2025 — «Не рыдай, мати»